# 10e régiment d'infanterie coloniale
Pour les articles homonymes, voir 10e régiment.
Le 10e régiment d'infanterie coloniale (10e RMIC) est une unité de l'armée de terre française. Créé en 1883, ce régiment est chargé de la défense de l'Annam au nom de l'Indochine française. Il est dissous en 1945.

## Création et différentes dénominations
- 1883 : Régiment de marche d'Annam
- 1888 : 1er régiment de marche d'Annam
- 1889 : 10e régiment d'infanterie de marine
- 1901 : 10e régiment d'infanterie coloniale
- 1914 : dissolution
- 1931 : 10e régiment mixte d'infanterie coloniale
- 1945 : dissolution

## Historique

### Jusqu'à la Première Guerre mondiale
Le régiment de marche d'Annam est créé en 1883, année de la création du protectorat français d'Annam. Il est renommé 1er régiment de marche d'Annam le 23 janvier 1888 puis 10e régiment d'infanterie de marine le 1er mars 1889.
En 1890, le régiment est basé à Haïphong[réf. souhaitée]. En juillet 1900, tous les régiments d'infanterie de marine, dont le 10e, deviennent des régiments d'infanterie coloniale (changement de nom effectif le 1er janvier 1901).

### La Première Guerre mondiale
En 1914, en garnison à Haïphong, il fait partie de la division du Tonkin. Il est dissous le 31 décembre 1914.

### L'entre-deux-guerres
Le 10e régiment mixte d’infanterie coloniale est recréé le 1er août 1931, à partir du 100e bataillon de marche d'infanterie coloniale arrivé de Chine à Quảng Yên en décembre 1928, du bataillon mixte de l'Annam (formé en 1928 à Hué à partir d'un bataillon du 9e régiment d'infanterie coloniale et de deux compagnies de tirailleurs annamites) et d'un bataillon d'infanterie coloniale venue de Métropole,.
Il est rattaché à la brigade d'Annam à partir de la création de celle-ci en 1935.

### La Seconde Guerre mondiale
En septembre 1939, il est composé de trois bataillons, stationnés à Hué (PC et Ier bataillon), Quy Nhơn (IIe), Vinh (IIIe) et dans le reste de l'Annam (détachements),.
Fin septembre 1940, la guerre franco-thaïlandaise éclate et la brigade d’Annam, dont les IIe, IIIe et IVe bataillons du 10e RMIC, rejoint fin octobre le Moyen-Laos pour faire face aux forces thaïlandaises. Les belligérants mènent une guerre d'escarmouches jusqu'à l'offensive terrestre des thaïlandais en janvier 1941, suivie d'un armistice après la victoire navale française de Ko Chang. Peu encadrées, les troupes indigènes se sont révélées peu efficaces, tandis que les soldats français de métier ont manqué d'allant.
En juin 1941, est créée à Dong Hene (province de Savannakhet) une compagnie de chasseurs laotiens (CCL), première unité française recrutée au Laos, et qui devient la 2e compagnie du I/10e RMIC (ou 2e CCL). En 1942 est créée la 25e CCL ou 25e compagnie du IV/10e RMIC, à Vientiane.
Lors du coup de force japonais en Indochine, le lieutenant-colonel Albert Martin, commandant du 10e RMIC, ainsi que son commandant en second, le commandant Ferrouillat tombent sous le feu ennemi dans la nuit du 9 au 10 mars 1945, avec 12 autres membres de l'état-major, entrainant la dislocation du régiment. La 5e compagnie du régiment, parvenue à échapper aux Japonais, est rattrapée et capturée après plusieurs accrochages tandis que quelques autres éléments tiennent jusqu'à la capitulation japonaise, comme la 2e compagnie laotienne.

## Drapeau du régiment
Il porte, cousues en lettres d'or dans ses plis, les inscriptions suivantes :
- Puebla 1863
- Sontay 1883
- Annam 1883
- Tananarive 1895

## Traditions

### Insigne du10erégimentmixte d'infanterie coloniale
L'insigne, conçu en 1939, présente un dragon, symbole de l'implantation indochinoise du régiment.

## Personnalités ayant servi au sein du régiment
- Paul Legentilhomme (1884-1975), Compagnon de la Libération, général d'armée, au régiment vers 1911 ;
- William Palcy (1905-1967), Compagnon de la Libération, au régiment vers 1931-1933 ;
- Auguste Kirmann (1907-1995), Compagnon de la Libération, au régiment de 1935 à 1938 ;
- Joseph Domenget (1908-1944), Compagnon de la Libération, au régiment de 1931 de 1933 ;
- Jean-Salomon Simon (1908-1945), Compagnon de la Libération, au régiment de 1939 à 1941 ;
- Jules Le Mière (1911-1977), Compagnon de la Libération, au régiment de 1933 à 1936.